# Christian Heinrich Freiesleben
Christian Heinrich Freiesleben (* 6. Juni 1696 in Glaucha; † 23. Juni 1741 in Ansbach) war ein deutscher Autor, Jurist und Professor.

## Leben
Nach seinem Studium von 1713 bis 1716 in Leipzig wurde er 1717 in Ansbach Regierungsadvokat. 1722 promovierte er in Leipzig in Philosophie, um nach seiner Promotion in Erfurt zum Dr. Jur. in Leipzig in beiden Fächern zu unterrichten. Der 1727 folgenden Anstellung als Regierungs- und Consistorialadvocat in Gera folgte die Berufung als Professor der Rechte an die Universität Altdorf bei Nürnberg. Bevor er ab 1741 zusätzlich als ansbachischer Regierungsrath und Hofgerichtsassessor berufen wurde, übte er dieses Amt seit 1738 als brandenburg-kulmbachisches aus.

## Veröffentlichungen
- 1726: „Einleitung zur bürgerlichen deutschen Rechtsgelehrtheit.“
- 1734: „Decisionum et responsorum de insignioribus iuris quaestionibus volumen.“